# Mas riha

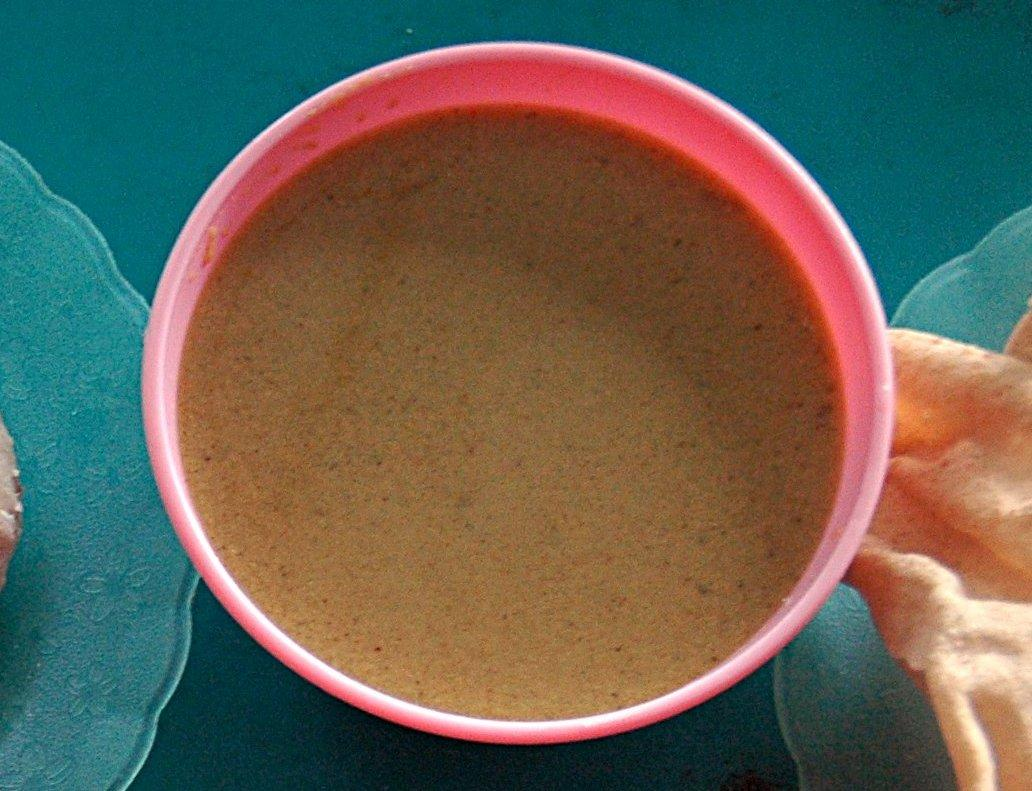
Mas riha.

Mas riha é um prato tradicional da culinária das Ilhas Maldivas. O prato é baseada em dois alimentos principais: peixe e coco, além do curry que é uma mistura de especiarias de origem indiana, composto por diversas especiarias pulverizadas como gengibre, coentro, cúrcuma, pimenta-do-reino, cravo-da-índia, açafrão-da-índia entre outros. O Mas riha é comumente servido com arroz branco cozido no vapor. Este caril é geralmente preparado com atum fresco, principalmente dos tipos Katsuwonus pelamis (atum-bonito) e Thunnus albacares (Albacora-da-lage). O prato também é servido no  café da manhã com pão sírio e acompanhado de chá quente.

## Preparo
Salgue e fracione o peixe e separe, utilize atum preferencialmente. Em uma frigideira grande, aqueça o óleo de coco por cerca de 2 minutos. Adicione alho, cardamomo, gengibre, folhas de curry e fatias de pimenta e refogue até ficar aromático por cerca de 30 segundos. Adicione fatias de cebola e continue a refogar até a cebola amolecer por mais 5 minutos.
Quando a cebola amolecer, adicione a erva-doce, cominho, açafrão e pimenta preta e refogue até ficar aromático por cerca de 30 segundos. Retire a frigideira do fogo e transfira tudo para um liquidificador ou processador de alimentos e misture até obter uma pasta homogênea, adicionando água se necessário. Descarte o cardamomos se eles não se misturarem completamente.
Retorne a mistura para a frigideira em fogo médio. Mexa e acrescente uma colher de sopa de leite de coco e adicione um pau de canela. Deixe ferver, depois reduza o fogo e cozinhe até escurecer levemente. Prove o curry e adicione sal se necessário.
Adicione os pedaços de peixe ao caril e deixe ferver mexendo regularmente para garantir que o leite de coco não coagule até que o peixe esteja bem cozido. Transfira o curry para tigelas e regue com uma porção extra de leite de coco. Sirva com arroz.